# Stephan Himpe
Stephan Himpe, né le 31 décembre 1956, est un judoka belge qui évoluait dans la catégorie des poids mi-moyens ou moyens.
Il est affilié au Samoerai Ronse dans la province de Flandre-Orientale.

## Palmarès
Stephan Himpe a gagné plusieurs tournois internationaux et a été médaillé de bronze aux championnats Mondiaux Militaires en 1980 à Graz en Autriche.
Il a été deux fois champion de Belgique.
| Chpt de Belgique | Chpt de Belgique | 1977 | 1978 | 1979 | 1980 | 1981 | 1982 | 1983 | 1984 | 1985 |
| ---------------- | ---------------- | ---- | ---- | ---- | ---- | ---- | ---- | ---- | ---- | ---- |
| poids mi-moyens  | -78 kg           | 2e   | -    | -    | 1er  | -    | 1er  | -    | 2e   | 5e   |